# Postplatyptilia pluvia
Postplatyptilia pluvia là một loài bướm đêm thuộc họ Pterophoridae. Nó được tìm thấy ở Ecuador.
Sải cánh dài 18–21 mm. Con trưởng thành bay vào tháng 10.